# Das Ende der Illusionen
Das Ende der Illusionen. Politik, Ökonomie und Kultur in der Spätmoderne ist ein soziologisch-zeitdiagnostisches Fachbuch von Andreas Reckwitz, das 2019 im Berliner Suhrkamp Verlag erschien. Darin analysiert der Autor in fünf Aufsätzen unterschiedliche und ambivalente Aspekte eines gesellschaftlichen Wandels von der industriellen Moderne zur Spätmoderne. Den Aufsätzen liegt die Annahme zugrunde, dass der Glaube an einen permanenten gesellschaftlichen Fortschritt von einer Desillusionierung abgelöst wird, die sich beispielsweise im Erstarken populistischer Bewegungen und Parteien ausdrückt.
Das Buch knüpft an Reckwitz’ Studie Die Gesellschaft der Singularitäten aus dem Jahr 2017 an. Im Juni 2021 erschien eine englischsprachige Übersetzung. Das Buch ist zudem ins Chinesische, Französische, Spanische, Japanische, Kroatische und Dänische übersetzt.

## Inhalt
In jedem der fünf Aufsätze untersucht Reckwitz die gegenläufigen Dynamiken und die daraus resultierenden Spaltungslinien für einen ausgewählten Bereich der Spätmoderne.
Im ersten Aufsatz Kulturkonflikte als Kampf um die Kultur: Hyperkultur und Kulturessenzialismus wird gegen Samuel P. Huntingtons Konzept eines Kampfes der Kulturen die These von zwei gegenläufigen Formen der Kulturalisierung entwickelt, die sich einerseits als Hyperkultur und andererseits als Kulturessenzialismus manifestiert. Hyperkultur ist auf Diversität ausgerichtet, individualistisch und kosmopolitisch. Ihr gegenüber steht ein Kulturessenzialismus, der strikte Grenzen der Zugehörigkeit betont und für den die eigene Gemeinschaft unbedingten Vorrang hat. Der Konflikt zwischen den zwei kulturellen Formen scheine die gesellschaftliche Realität zu dominieren. Gegen diesen Konflikt schlägt Reckwitz ein doing universality (Kultur des Allgemeinen) als Alternative vor, das die Grenzen der Gemeinschaft anerkennt und kulturelle Heterogenität nicht bedingungslos feiert, sondern als Herausforderung versteht, was fortwährender Arbeit am Allgemeinen bedarf.
Der zweite Aufsatz Von der nivellierten Klassengesellschaft zur Drei-Klassen-Gesellschaft: neue Mittelklasse, alte Mittelklasse, prekäre Klasse gilt den sozialstrukturellen Umbrüchen der Gegenwart. Laut Reckwitz wurde die nivellierte Mittelstandsgesellschaft der Nachkriegsjahrzehnte durch das Aufkommen der postindustriellen Ökonomie, der Bildungsexpansion und des Wertewandels von einer Drei-Klassen-Gesellschaft abgelöst. Diese spätmoderne Gesellschaft setzte sich zusammen aus einer akademisch geprägten neuen Mittelklasse, einer ebenfalls neuen Unterklasse (ein unter prekären Bedingungen lebendes Dienstleistungsproletariat), sowie der zwischen beiden liegenden alten Mittelklasse. Dazu kommt eine zahlenmäßig sehr kleine Oberklasse von Superreichen. Im Gegensatz zur von Oliver Nachtwey 2016 diagnostizierten Abstiegsgesellschaft weist Reckwitz auf gleichzeitige
Aufstiegs- und Abstiegsdynamiken hin, die besonders die alte Mittelklasse sowohl nach oben als auch nach unten hin ausdünnen. Als politisch brisant betrachtet er besonders die größer werdende Differenz zwischen neuer und alter Mittelklasse, die auch ein Auseinanderdriften von Bildungsgewinnern und -verlierern sowie von großstädtischen und ländlichen Milieus sei. Er nennt drei mögliche Zukunftsszenarien: ein weiteres Schwinden der alten Mitte, eine Prekarisierung großer Bevölkerungsteile oder eine Stabilisierung nach oben hin zu einer neuen Mittelstandsgesellschaft.
Mit dem dritten Aufsatz Jenseits der Industriegesellschaft: Polarisierter Postindustrialismus und kognitiv-kultureller Kapitalismus kommt der ökonomische Strukturwandel in den Blick. Reckwitz benennt zwei Merkmale spätmoderner Ökonomie: Den polarisierten Postindustrialismus und den kognitiv-kulturellen Kapitalismus. Im polarisierten Postindustrialismus steigt sowohl die Zahl der hochqualifizierten Wissensarbeiter als auch die der Geringqualifizierten aus dem Niedriglohnsektor, wogegen Beschäftigungsverhältnisse mittlerer Qualifikationen im Dienstleistungssektor und der Industrie erheblich zurückgehen. Im kognitiv-kulturellen Kapitalismus beruht der überwiegende Teil der Wertschöpfung auf kognitiver Arbeit und immateriellem Kapital (Patente, Lizenzen etc.). Die Entwicklung kognitiver Güter ist sehr aufwändig, die serielle Produktion dann aber kostengünstig. Dadurch konzentriert sich der wirtschaftliche Erfolg auf wenige Unternehmen, was zur weiteren Polarisierung der Ökonomie beiträgt, ebenso wie die Ökonomisierung des Sozialen.
Gegenstand des vierten Aufsatzes Erschöpfte Selbstverwirklichung: Das spätmoderne Individuum und die Paradoxien seiner Emotionskultur ist, dass die Einzelpersonen ihre Besonderheit nicht allein unter dem Zwang der Selbstvermarktung kultivieren, sondern auch mit dem Ziel der Selbstverwirklichung. Das setze unter den Bedingungen des Marktes eine Enttäuschungsspirale in Gang. Als denkbare Korrektive nennt Reckwitz eine Entökonomisierung des Sozialen oder aber eine Verknüpfung von Psychoanalyse und Stoizismus. Er wünscht mehr Ambiguitätstoleranz und die Fähigkeit zur Affektdistanzierung.
Der fünfte und letzte Aufsatz des Bandes Die Krise des Liberalismus und die Suche nach dem neuen politischen Paradigma: Vom apertistischen zum einbettenden Liberalismus ist ein Beitrag zu den politischen Bruchlinien der Gegenwart. Die wichtigste davon ist für Reckwitz die internationale populistische Revolte. Das herkömmliche Rechts-links-Schema reicht ihm nicht aus, um die Ursachen dieser Revolte zu verstehen. Er präsentiert ein Modell einander ablösender politischer Paradigmen, die jeweils Reaktionen auf Krisenerfahrungen sind und letztlich in einer politischen Paradoxie enden, wenn sie keine angemessenen Lösungen mehr bieten oder unbeabsichtigte Folgen haben: Der als Antwort auf die soziale Frage entstandene Wohlfahrtsstaat erzeugte eine Kultur der Abhängigkeit, der neoliberale Marktradikalismus (als Antwort auf ausufernde staatliche Regulierung) verstärke die soziale Ungleichheit und schwäche die öffentliche Infrastruktur. Als Lösung der aktuellen Krise wünscht sich Reckwitz eine ökonomische, kulturelle und politische Einhegung des entfesselten Liberalismus, die er einbettenden Liberalismus nennt. Doch es seien auch düstere Szenarien möglich oder sogar wahrscheinlich.

## Rezeption
Im Dezember 2019 wurde das Buch auf den ersten Platz der Bestenliste Sachbücher des Monats gewählt.
Armin Nassehi bezeichnete Reckwitz’ Beschreibung des kulturellen Kapitalismus 2020 in der FAZ als bestechend, hier gelängen ihm überzeugende Einsichten und Diagnosen. Doch seine Lösungsvorschläge machten die Begrenztheit seines soziologischen Modells sichtbar. Nassehi fragt: „Aber worin soll sich dieser neue Liberalismus dann einbetten? In den Staat? In den Nationalstaat? Oder doch in die Gesellschaft? Und was heißt das dann?“
Ulrich Bröckling lobt die „luzide“ Verbindung von Kulturdiagnostik, Sozialstrukturanalyse, politischer Soziologie und einer modernisierungstheoretisch grundierten Gesellschaftstheorie des Buches. Er bemängelt aber, dass Reckwitz die Möglichkeit eines Bruchs zwar nicht ausschließt, sie aber auch nicht systematisch untersucht. Die Spätmoderne sei bei ihm immer noch eine Etappe im Modernisierungsprozess. Dazu passe, dass die ökologische Krise und ihre möglicherweise katastrophischen Dimensionen in der Analyse so gut wie keine Rolle spielen. „Den Gedanken, dass wir nicht mehr in der Spätmoderne, sondern schon in der Zuspätmoderne leben könnten, will er nicht denken.“
Über den Aufsatz Von der nivellierten Klassengesellschaft zur Drei-Klassen-Gesellschaft: neue Mittelklasse, alte Mittelklasse, prekäre Klasse des Bandes fand in der Zeitschrift Leviathan – Berliner Zeitschrift für Sozialwissenschaft eine Debatte zwischen Nils Kumkar, Uwe Schimank und Andreas Reckwitz statt (gefolgt von Kommentaren u. a. von Steffen Mau, Oliver Nachtwey und Nicole Burzan), in der insbesondere die Frage nach dem Stellenwert und Umfang der neuen Mittelklasse und ihrer Relation zur alten Mittelklasse kritisch diskutiert wurde.
Kumkar und Schimank konstatierten 2021 im Merkur, es gebe „wohl kein soziologisches Buch der vergangenen Dekade, das derart breit in der politischen Landschaft rezipiert wurde“. Politiker wie Christian Lindner, Robert Habeck und Lars Klingbeil bezogen das Buch in ihre öffentliche Selbstdarstellung ein, auch Friedrich Merz und Sahra Wagenknecht bezogen sich explizit darauf.